# Étoile de Charleville-Mézières
L'Étoile de Charleville-Mézières es un club de francés de baloncesto que juega en la Nacional masculina 1 (4ra división del campeonato francés de baloncesto). El club tiene su sede en Charleville-Mézières.

## Historia
El club, un antiguo patronato, fue creado en 1921 en Mézières. En 1958, el club se trasladó a Charleville y, tras la fusión de Charleville y Mézières en 1966, la asociación se convirtió en Étoile de Charleville-Mézières. El club de las Ardenas desapareció de la primera división francesa, luego subió a la Nacional 2 (NM2) en 1999, a la Nacional 1 (NM1) en 2004 y a la Pro B en 2005, antes de bajar a la NM1 al final de la temporada 2005-2006. Al final de la temporada 2007-2008, l'Étoile de Charleville-Mézières volvió a subir a la Pro B al ser segundo en la NM1 y en la temporada 2008-2009, l'Étoile dio la sorpresa al entrar en los play-offs de la Pro B cuando sólo subía desde la Nationale 1.
El club juega en la Salle Dubois-Crancé, pero logró negociar para disputar partidos en la Salle Bayard a partir de 2011 hasta que estuvo disponible una instalación común con 2.903 asientos en el pabellón B del recinto ferial. Esta nueva sala, denominada Caisse d'Epargne Arena tras un acuerdo de colaboración, se inauguró en septiembre de 2015.
Al terminar último en la Pro B en la temporada 2010-2011, el equipo descendió a la NM1, pero solo permaneció allí una temporada: ascendió a la Pro B al final de la temporada 2011-2012 de la NM1 al ganar la final del playoff contra el Blois. L'Etoile sólo permaneció una temporada en Pro B y bajó a NM1 en la temporada 2013-2014. Pero no se quedará mucho tiempo, ya que para la temporada 2014-2015 volverá a estar en Pro B, a pesar del anuncio tardío de su adhesión. Tras seis victorias por veintiocho derrotas en el campeonato francés de baloncesto Pro B 2017-2018, el Étoile descendió a la Nationale 1 (NM1) para la siguiente temporada. 
En verano de 2019, el club desciende administrativamente a Nationale 2.
¡Seis años después de su salida, el club Carole volverá a Nationale 1! Un lugar que la FFBB le concedió en relación a su excelente temporada 2023/2024 Nacional 2 (3º, 18 victorias / 8 derrotas) y a la delicada situación financiera que atraviesan muchos clubes de élite, Pro B, Nacional 1 y Nacional 2.

## Resultados deportivos

### Palmarés
- Campeón de  la Pro B - 1955
- Campeón de Copa de baloncesto de Francia - 1958, 1959
- Campeón de la Pro A - 1958, 1960
- 1/4 de final de la Copa de Europa de Clubes Campeones - 1959
- Subcampeón de la Nationale Masculine 1 - 2008
- Campeón de los Play-Offs Nationale Masculine 1 - 2012
- Finalista de los Play-Offs Nationale Masculine 1 - 2014

### Balance estacional
| Temporada | Liga  | Posición                | %Victoria | Victoria | Derrota | Play-Offs        | Copa de Francia | Copa de Líderes       | Entrenador                         |
| --------- | ----- | ----------------------- | --------- | -------- | ------- | ---------------- | --------------- | --------------------- | ---------------------------------- |
| 2002-2003 | NM2   | 1°                      | -         | -        | -       | -                | -               | -                     | Mike Gonsalves                     |
| 2003-2004 | NM1   | 3do                     | 66,6%     | 20       | 10      | -                | -               | -                     | Mike Gonsalves                     |
| 2004-2005 | Pro B | 16do                    | 21,8%     | 7        | 25      | -                | 16.ª final      | -                     | Mike Gonsalves                     |
| 2005-2006 | Pro B | 18do                    | 32,3%     | 11       | 23      | -                | 16.ª final      | -                     | Mike Gonsalves - Youssou Cissé     |
| 2006-2007 | NM1   | 3do                     | 76,4%     | 26       | 8       | -                | 32.ª final      | -                     | Nikola Antić                       |
| 2007-2008 | NM1   | 2do                     | 76,4%     | 26       | 8       | -                | 16.ª final      | -                     | Nikola Antić                       |
| 2008-2009 | Pro B | 6do                     | 38,2%     | 13       | 21      | Cuartos de final | -               | -                     | Nikola Antić                       |
| 2009-2010 | Pro B | 12do                    | 38,2%     | 13       | 21      | -                | 32.ª final      | -                     | Nikola Antić                       |
| 2010-2011 | Pro B | 18do                    | 17,6%     | 6        | 28      | -                | 32.ª final      | -                     | Rodrigue M'Baye - Francis Charneux |
| 2011-2012 | NM1   | 4do                     | 70,5%     | 24       | 10      | Ganador          | 32.ª final      | -                     | Francis Charneux                   |
| 2012-2013 | Pro B | 18do                    | 14,7%     | 5        | 29      | -                | 32.ª final      | -                     | Francis Charneux                   |
| 2013-2014 | NM1   | 3do                     | 70,5%     | 24       | 10      | Finalista        | 32.ª final      | -                     | Cédric Heitz                       |
| 2014-2015 | Pro B | 16do                    | 35,2%     | 12       | 22      |                  | 32.ª final      | Pro B : Fase de grupo | Cédric Heitz                       |
| 2015-2016 | Pro B | 11do                    | 50%       | 17       | 17      |                  | 16.ª final      | Cuartos de final      | Cédric Heitz                       |
| 2016-2017 | Pro B | 5do                     | 55,8%     | 19       | 15      | Cuartos de final | 32.ª final      | Pro B : Fase de grupo | Cédric Heitz                       |
| 2017-2018 | Pro B | 18do                    | 17,6%     | 6        | 28      | -                | 32.ª final      | Pro B : Fase de grupo | Alexandre Casimiri                 |
| 2018-2019 | NM1   | 8do - Fase 1 (Grupo A)  | 50%       | 18       | 18      | Octavos de final | 64.ª final      | -                     | Alexandre Casimiri                 |
| 2018-2019 | NM1   | 3do - Fase 2 (Grupo B)  | 50%       | 18       | 18      | Octavos de final | 64.ª final      | -                     | Alexandre Casimiri                 |
| 2019-2020 | NM2   | 5do                     | 63,1%     | 12       | 7       | -                | -               | -                     | Fabien Calvez                      |
| 2020-2021 | NM2   | 4do                     | 80%       | 4        | 1       | -                | -               | -                     | Fabien Calvez                      |
| 2021-2022 | NM2   | 4do                     | 61,5%     | 16       | 10      | -                | -               | -                     | Fabien Calvez                      |
| 2022-2023 | NM2   | 8do                     | 42,3%     | 11       | 15      | -                | -               | -                     | Jimmy Ploegaerts                   |
| 2023-2024 | NM2   | 3do                     | 69,2%     | 18       | 8       | -                | -               | -                     | Jimmy Ploegaerts                   |
| 2024-2025 | NM1   | 12do - Fase 1 (Grupo B) | 40%       | 16       | 24      | -                | 64.ª final      | -                     | Jimmy Ploegaerts                   |
| 2024-2025 | NM1   | 9do - Fase 2 (Grupo B)  | 40%       | 16       | 24      | -                | 64.ª final      | -                     | Jimmy Ploegaerts                   |

## Jugadores y personalidades

### Entrenadores
- 19??-1956 :  Roland Marlet
- 1956-1958 :  Jean-Paul Beugnot
- 1958-1967 :  Jean Perniceni
- 2002-2006 :  Mike Gonsalves
- marzo 2006-Junio 2006 :  Youssou Cissé
- 2007-2010 :  Nikola Antić
- 2010-diciembre 2010 :  Rodrigue M'Baye
- diciembre 2010-2013 :  Francis Charneux
- 2013-2017 :  Cédric Heitz
- 2017-2019 :   Alexandre Casimiri
- 2019-2022 :  Fabien Calvez
- 2022-     :  Jimmy Ploegaerts

### Jugadores emblemáticos
- Chris Davis
- Olivier Silvestre
- Marc Davidson
- Cheikhou Thioune
- Charles-Henri Grétouce
- David Condouant
- Jean-Claude Lefebvre
- François de Pauw
- Emmanuel Le Goff
- Maurice Chavagne
- Jean-Paul Beugnot
- Murray Brown
- Fabien Calvez
- Tafari Toney
- Monyea Pratt
- Martin Hermannsson